# Nematocampa arenosa
Nematocampa arenosa är en fjärilsart som beskrevs av Butler 1881. Nematocampa arenosa ingår i släktet Nematocampa och familjen mätare. Inga underarter finns listade i Catalogue of Life.